# The Ultimate Fighter 4 Finale
The Ultimate Fighter 4 Finale, noto anche con il nome The Ultimate Fighter: The Comeback Finale, è stato un evento di arti marziali miste tenuto dalla Ultimate Fighting Championship l'11 novembre 2006 all'Hard Rock Hotel and Casino di Las Vegas, Stati Uniti d'America.

## Retroscena
L'evento fu incentrato sulle finali della quarta stagione del reality show The Ultimate Fighter. Le finali dei tornei dei pesi medi e dei pesi welter videro impegnati Travis Lutter, Patrick Côté, Matt Serra e Chris Lytle. Inoltre i vincitori avrebbero affrontato i campioni di allora agli eventi UFC 67 e UFC 69.

## Risultati
|                                          | Divisione       |                  |                 |                 | Metodo                                      | Round           | Tempo           | Premio          |
| Card principale                          | Card principale | Card principale  | Card principale | Card principale | Card principale                             | Card principale | Card principale | Card principale |
| ---------------------------------------- | --------------- | ---------------- | --------------- | --------------- | ------------------------------------------- | --------------- | --------------- | --------------- |
| Finale del torneo The Ultimate Fighter 4 | Pesi Welter     | Matt Serra       | batte           | Chrs Lytle      | Decisione non unanime (30–27, 30–27, 27–30) | 5               | 5:00            |                 |
| Finale del torneo The Ultimate Fighter 4 | Pesi Medi       | Travis Lutter    | batte           | Patrick Côté    | Sottomissione (armbar)                      | 1               | 2:18            | SOTN            |
|                                          | Pesi Leggeri    | Din Thomas       | batte           | Rich Clementi   | Sottomissione (rear-naked choke)            | 2               | 3:11            |                 |
|                                          | Pesi Medi       | Jorge Rivera     | batte           | Edwin Dewees    | KO Tecnico (pugni)                          | 1               | 2:38            |                 |
| Card preliminare                         |                 |                  |                 |                 |                                             |                 |                 |                 |
|                                          | Pesi Welter     | Pete Spratt      | batte           | Jeremy Jackson  | Sottomissione (neck crank)                  | 2               | 1:11            |                 |
|                                          | Pesi Medi       | Scott Smith      | batte           | Pete Sell       | KO                                          | 2               | 3:25            | FOTN            |
|                                          | Pesi Medi       | Charles McCarthy | batte           | Gideon Ray      | Sottomissione (armbar)                      | 1               | 4:43            |                 |
|                                          | Pesi Medi       | Martin Kampmann  | batte           | Thales Leites   | Decisione unanime (29–28, 29–27, 29–27)     | 3               | 5:00            |                 |

## Premi
- FOTN: Fight of the Night (vengono premiati entrambi gli atleti per il miglior incontro dell'evento)
- SOTN: Submission of the Night (viene premiato il vincitore per la migliore sottomissione dell'evento)